# Омметар
Омметар је електрични мјерни инструмент намијењен за одређивање величине електричног отпора у омима или изведеним јединицама (mом, kом, Мом). Могу се по принципу рада подијелити на аналогне и дигиталне.

## Аналогни омметар
Најчешћи тип је инструмент са покретним калемом (завојницом). Калем са казаљком је покретан у пољу перманентног магнета и отклон одговара величини струје кроз завојницу.
При прекапчању мјерних подручја аналогног омметра, ми у ствари прекапчамо разне вриједности серијског отпорника, погодне за дато мјерно подручје.

## Принцип рада
Принцип рада једноставног аналогног омметра је сљедећи. Извор струје познатог напона (често батерија) је спојен серијски са познатим отпором у омметру (преко преклопника на скали). Из омовог закона је позната величина струје коју овај спој ствара, рецимо 1 милиампер за батерију од 9 волти и отпорник од 9 килоома.
Сада ако се у овај серијски спој дода непознати отпорник, струја кроз коло ће пасти, што се може очитати на фабрички баждареној скали омметра. Ако спољни отпорник смањи струју у колу на половину, то је отпорник од 9 килоома. Онај од 27 килоома ће смањити струју на четвртину оригиналне, и тако нелинеарно даље. Због овога је и скала омметра нелинеарна.

## Дигитални омметар
Обично су у склопу мултиметра способног за разна електрична мјерења. Мјерење отпора се обично врши индиректно, мјерењем пада напона на отпорнику познате вриједности и повезаном серијски са извором струје познатог напона. Што је већи спољни отпор, мања је струја кроз коло и мањи пад напона на отпорнику унутар инструмента. Претварање аналогног напона се врши аналогно-дигиталним претварачем (конвертером) и дигитална вриједност отпора се приказује на ЛЦД показивачу инструмента.

## Повезивање и симбол
Омметар се увијек повезује са електричним колом када струја не тече, дакле уређај који испитујемо је искључен. У супротном, струја кола може потећи кроз инструмент и оштетити га.